# Cedry pod śniegiem
Cedry pod śniegiem (ang. Snow Falling on Cedars) – amerykański film obyczajowy z 1999 roku w reżyserii Scotta Hicksa, zrealizowany na podstawie powieści Davida Gutersona. Zdjęcia kręcono w stanie Waszyngton oraz w Kolumbii Brytyjskiej.

## Obsada
- Ethan Hawke – Ishmael Chambers
- Youki Kudoh – Hatsue Imada Miyamoto
- Reeve Carney – młody Ishmael Chambers
- Anne Suzuki – młoda Hatsue Imada
- Rick Yune – Kazuo Miyamoto
- Max von Sydow – Nels Gudmundsson
- James Rebhorn – Alvin Hooks
- Celia Weston – Etta Heine
- James Cromwell – sędzia Fielding
- Richard Jenkins – szeryf Art Moran

## Fabuła
Rok 1954. Na wyspie San Piedro dochodzi do morderstwa rybaka. Oskarżonym jest Japończyk, Kazuo Miyamoto. Proces relacjonuje dziennikarz Ishmael Chambers. Przypatruje się on zwłaszcza żonie oskarżonego, z którą był związany wcześniej. Kluczem do rozwiązania zagadki są wydarzenia po 1941 roku, kiedy wszystkich Japończyków mieszkających w Ameryce internowano.

## Nagrody i nominacje
Oscary za rok 1999
- Najlepsze zdjęcia – Robert Richardson (nominacja)

Nagroda Satelita 1999
- Najlepszy dramat (nominacja)
- Najlepsza reżyseria – Scott Hicks (nominacja)
- Najlepsze zdjęcia – Robert Richardson (nominacja)
- Najlepsza muzyka – James Newton Howard (nominacja)
- Najlepsza aktorka dramatyczna – Youki Kudoh (nominacja)